# Port lotniczy Balkanabat
Port lotniczy Balkanabat – port lotniczy zlokalizowany w mieście Balkanabat w Turkmenistanie.